# Mary Dee Vargas
Mary Dee Vargas Ley (ur. 7 grudnia 1996) – chilijska judoczka. Dwukrotna olimpijka. Zajęła dziewiąte miejsce w Tokio 2020 i siedemnaste w Paryżu 2024. Walczyła w wadze ekstralekkiej.
Piąta na mistrzostwach świata w 2022; uczestniczka zawodów w 2017, 2018, 2019, 2021, 2023 i 2024. Startowała w Pucharze Świata w latach 2016–2019, 2022 i 2023. Brązowa medalistka igrzysk panamerykańskich w 2019, a także igrzysk boliwaryjskich w 2017. Wygrała igrzyska Ameryki Południowej w 2022 i trzecia w 2018. Zdobyła sześć medali mistrzostw panamerykańskich w latach 2020 – 2025. Wygrała mistrzostwa Ameryki Południowej w 2018 roku.

## Letnie Igrzyska Olimpijskie 2020
| Konkurencja | Eliminacje             | Eliminacje                   | Klas. końcowa |
| Konkurencja | Przeciwnik I           | Przeciwnik II                | Miejsce       |
| ----------- | ---------------------- | ---------------------------- | ------------- |
| 48 kg       | Katharina Menz (GER) Z | Mönchbatyn Uranceceg (MGL) P | 9.            |